# Ireneusz Ciurzyński
Ireneusz Ciurzyński (ur. 10 lutego 1962 w Warszawie) – polski kajakarz, medalista mistrzostw świata.

## Kariera sportowa
Reprezentował barwy Zawiszy Bydgoszcz.
Jego największym sukcesem w karierze był brązowy medal mistrzostw świata w 1983 w konkurencji K-4 10000 m (jego partnerami byli Andrzej Klimaszewski, Ryszard Oborski i Krzysztof Szczepański).
W 1983 zdobył dwa tytuły mistrza Polski: w konkurencji K-4 1000 m i K-4 10000 m.